# Albert Cuvillier
 Albert Cuvillier, né le 21 novembre 1860 à Reims et mort 26 juillet 1929 dans cette même ville, est un architecte français impliqué dans la reconstruction des bâtiments de Reims, en association avec Ferdinand Amann, après la Grande Guerre.

## Biographie
Albert Paul Gustave Cuvillier est né le 21 novembre 1860 à Reims.
Il a fait l’École des Beaux-Arts de Paris
Il a été l’élève des architectes Édouard Thiérot et d’Albert Gozier (1878-1932).
Il s’associe avec Ferdinand Amann.
Il fut membre de la Société des Architectes de la Marne (S.A.M.] à partir de 1917.
Il est décédé à Reims le 26 juillet 1929 et est inhumé au ??.

## Réalisations
- Hôtel de la Mutualité de Reims avec l’architecte Ferdinand Amann,
- Au n°13-15 : immeuble, « Au petit saint christophe » des architectes Albert Cuvillier et Ferdinand Amann. Les sculptures, reprenant en particulier le thème du blé, sont d’Emile Potier, de l’atelier Berton, qui reçut pour son travail, la médaille d’argent de la corporation des Architectes[1].
- Au n°109/111 : immeuble rue Gambetta de 1923, avec façade sculptée reprenant le thème des roses.

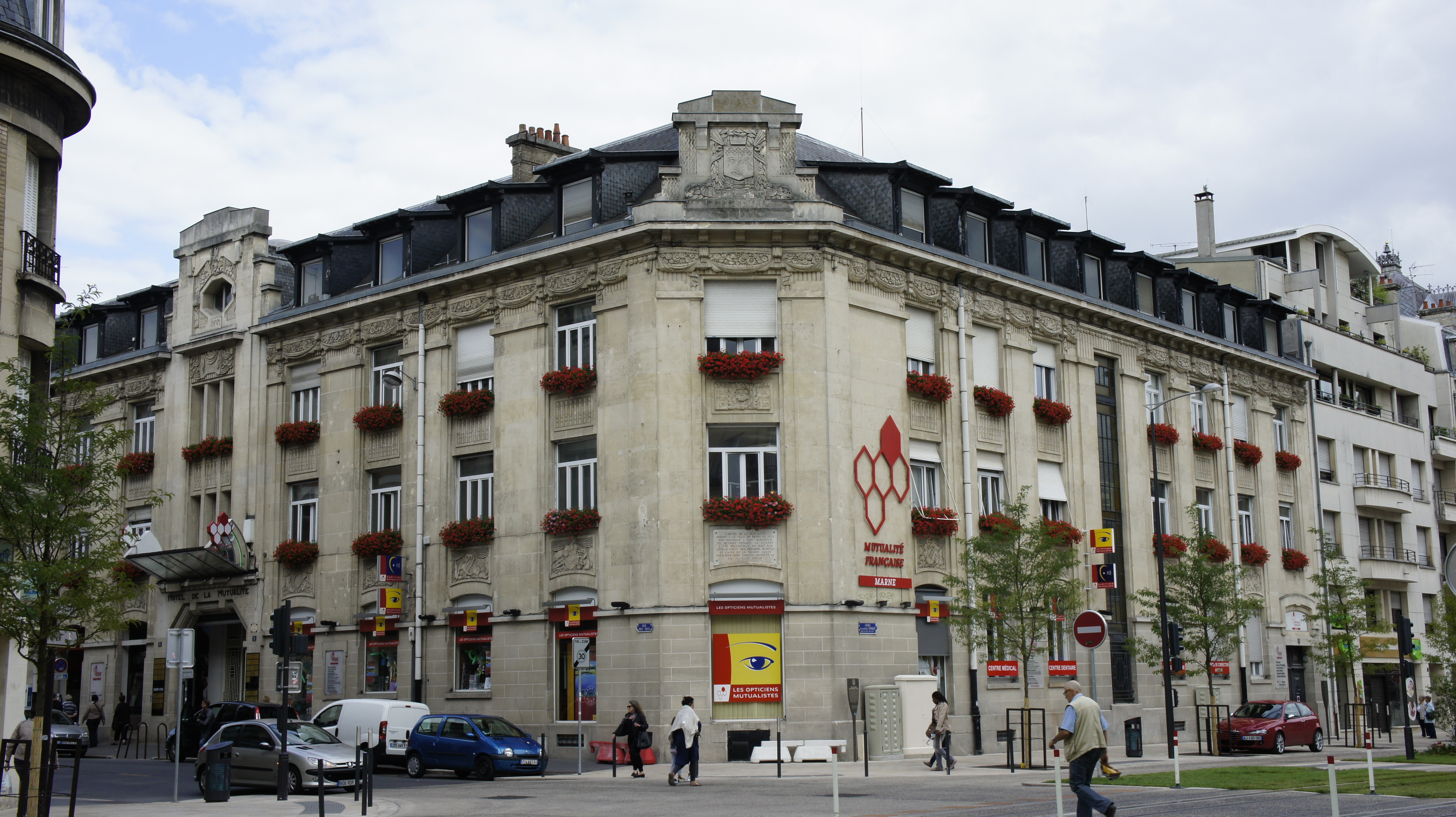
Hôtel de la Mutualité de Reims.
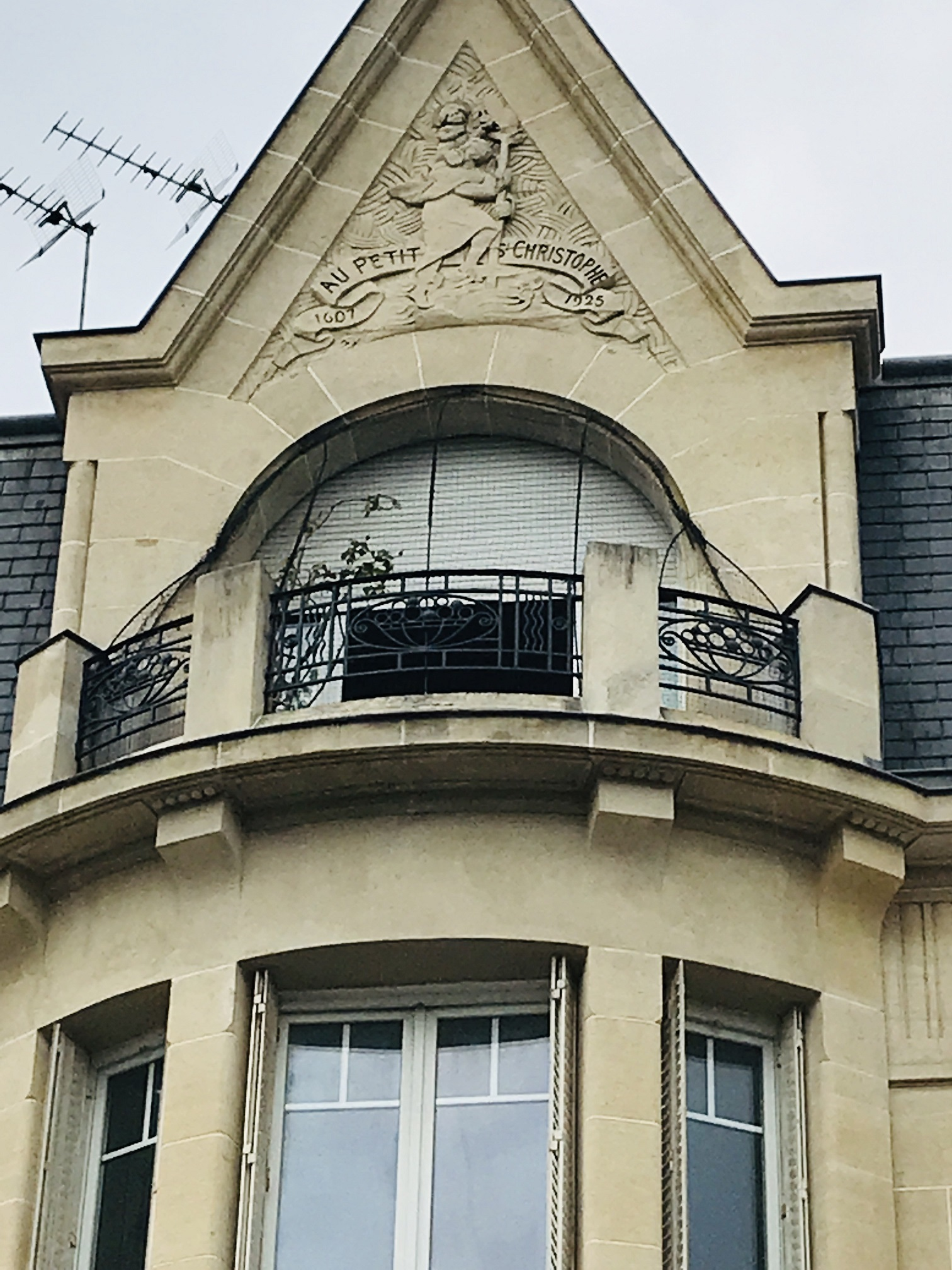
Au petit saint Christophe.